# Гарнье-Пажес, Этьенн
Этье́нн Жозе́ф Луи́ Гарнье́ (фр. Étienne Joseph Louis Garnier), именуемый Гарнье́-Паже́с (Garnier-Pagès);  27 декабря 1801 года, Марсель — 23 июня 1841 года, Париж) — французский оратор и политический деятель, с 1831 года депутат, демократ, противник монархии Луи-Филиппа; единоутробный брат Луи-Антуана Пажеса.

## Биография
Уже во время реставрации был членом многих демократических обществ. Недовольный исходом июльской революции, продолжал бороться против монархии. Избранный в 1831 г. в палату депутатов, занял место в рядах крайних левых и скоро стал их руководителем. Уважаемый всеми партиями, пользовался особым авторитетом по финансовым вопросам.

## Труды
Кроме многочисленных речей в палате, ему принадлежит неоконченное введение в "Dictionnaire politique" Паньерра.